# Xã Long Lost Lake, Quận Clearwater, Minnesota
Xã Long Lost Lake (tiếng Anh: Long Lost Lake Township) là một xã thuộc quận Clearwater, tiểu bang Minnesota, Hoa Kỳ. Năm 2010, dân số của xã này là 43 người.